# Piossasco
Piossasco (en piemontès, Piossasch) és un municipi italià, situat a la ciutat metropolitana de Torí, a la regió del Piemont. L'any 2008 tenia 17.621 habitants. Està situat a 20 km al sud-oest de Torí. Limita amb els municipis de Trana, Rivalta di Torino, Sangano, Bruino, Cumiana i Volvera.

## Agermanaments
- Cran-Gevrier, França